# Douglas Murray
Douglas Murray (London, 16. srpnja 1979.), britanski je pisac, novinar i politički analitičar.
Osnivač je neokonzervativnog trusta mozgova Centre for Social Cohesion te upravitelj britanskog vanjskopolitičkog trusta mozgova Henry Jackson Society. Murray piše za Standpoint, Wall Street Journal i The Spectator.
Autor i suautor je brojnih političkih osvrta i knjiga, među kojima se ističu Neokonzervativizam: Zašto ga trebamo iz 2005. i Čudna smrt Europe iz 2017. godine. Knjiga Čudna smrt Europe doživjela je velik uspjeh, postavši jednom od najprodavanijih knjiga političkog sadržaja.
Murray je jedan od najpraćenijih britanskih intelektualaca, a u javnosti progovara o slobodi govora, masovnim migracijama i njihovim utjecajem na društvo te ljudskim pravima. 
Protivi se masovnim migracijama i tvrdi da Europa čini samoubojstvo otkako je Angela Merkel kao najvažnija politička figura u Europi stala uz provođenje migrantske politike i nekontroliran priljev ljudi iz zemalja Bliskog istoka i Afrike.
Kao kritičar islama, zalaže se za slobodu govora i ističe kako islam nije spreman prihvatiti kritiku, zbog čega i dolazi do učestalih terorističkih napada i nereda na europskom, ali i svjetskom tlu.
Murray je javno deklarirani homoseksualac i smatra se kršćanskim ateistom. Ističe da Europa mora ostati na svojim kršćanskim temeljima.

## Knjige
- Bosie: A Biography of Lord Alfred Douglas (2000.)
- Neokonzervativizam: Zašto ga trebamo (2005.)
- Bloody Sunday: Truths, Lies and the Saville Inquiry (2011.)
- Islamophilia: A Very Metropolitan Malady (2013.)
- Čudna smrt Europe (2017.)
- Ludilo gomile (2019.)